# 6 điều Bác Hồ dạy Công an nhân dân
6 điều Bác Hồ dạy Công an nhân dân là một thuật ngữ nói về sáu điều mà Hồ Chí Minh nêu lên nhằm răn dạy về tư cách của người cán bộ Công an nhân dân Việt Nam. Khái niệm này được phổ biến từ một bức thư của ông gửi đến Giám đốc Công an Khu XII Hoàng Mai, trong thư có 6 nội dung nói về "Tư cách người Công an cách mệnh". 6 điều này về sau đã được phổ biến rộng rãi trong toàn lực lượng Công an Việt Nam. 
Ngành Công an nước này đã ban hành các văn bản, chỉ thị, tổ chức các phong trào, in ấn phẩm để tuyên truyền việc thực hiện 6 điều mà Hồ Chí Minh dạy lực lượng Công an Việt Nam. 10 điều kỷ luật và 5 lời thề danh dự của Công an nhân dân cũng đã được Bộ Công an Việt Nam ban hành, thường được tuyên thệ trong lễ chào cờ của công an nước này. Ngoài ra, một khu lưu niệm về "6 điều Bác Hồ dạy Công an nhân dân" cũng đã được xây dựng tại tỉnh Bắc Giang. Ngày 11 tháng 3 hằng năm về sau cũng được chọn làm Ngày truyền thống xây dựng lực lượng Công an nhân dân Việt Nam.

## Hoàn cảnh ra đời
Từ cuối năm 1946 đến năm 1948, Công an Khu XII được thành lập và đi vào hoạt động, quản lý địa bàn các tỉnh Lạng Sơn, Bắc Giang, Bắc Ninh, Hải Ninh, Quảng Yên, với trụ sở tại chùa Từ Giáp thuộc thôn Nguộn, xã Nhã Nam, huyện Tân Yên, tỉnh Bắc Giang cũ (nay thuộc tỉnh Bắc Ninh). Từ ngày 25 đến ngày 29 tháng 1 năm 1948, Hội nghị Công an toàn quốc lần thứ II được tổ chức tại Tuyên Quang, tại hội nghị đã phát động phong trào thi đua "Rèn cán bộ, lập chiến công" của lực lượng Công an Việt Nam Dân chủ Cộng hòa và được nhiều đơn vị Công an hưởng ứng. Nội san Bạn dân được Công an Khu XII xuất bản, nhằm tuyên truyền về phong trào nói trên. Sau khi tham dự Hội nghị Công an toàn quốc, Giám đốc Công an Khu XII lúc đó là Hoàng Mai đã viết thư gửi Chủ tịch Hồ Chí Minh và biếu ông Hồ tờ Nội san Bạn dân số Tết Mậu Tý, với nội dung báo cáo về khí thế quân dân Việt Nam Dân chủ Cộng hòa cũng như xin ý kiến chỉ đạo của Hồ Chí Minh trong việc thực hiện các nhiệm vụ.
Ngày 11 tháng 3 năm 1948, Chủ tịch Hồ Chí Minh gửi thư cho Hoàng Mai, trong thư, ngoài việc góp ý, động viên tinh thần của cán bộ và chiến sĩ Công an, Hồ Chí Minh còn nêu 6 nội dung nói về "Tư cách người Công an cách mệnh". Có 2 địa điểm được cho có thể là nơi mà ông viết bức thư, một là tại xóm Nà Lọm, xã Phú Đình, huyện Định Hóa, tỉnh Thái Nguyên; hai là bản Ca, xã Bình Trung, huyện Chợ Đồn, tỉnh Bắc Kạn (nay thuộc tỉnh Thái Nguyên). Thư của Chủ tịch Hồ Chí Minh sau đó in trên nội san Bạn dân của Công an Khu XII. Bản văn trích trong Hồ Chí Minh Toàn tập xuất bản năm 2011 được trích từ tài liệu lưu trữ của Bộ Nội vụ, nay là Bộ Công an Việt Nam. Còn bức thư thì được lưu trữ tại Bảo tàng Công an nhân dân.

## Nội dung
Văn bản 6 điều Hồ Chí Minh dạy Công an nhân dân Việt Nam gồm 51 chữ gói gọn trong 6 mệnh đề, được in trong Hồ Chí Minh toàn tập và lưu trữ tại Bảo tàng Công an nhân dân. 6 điều có nội dung như sau:
Đối với tự mình, phải cần, kiệm, liêm, chính
Đối với đồng sự, phải thân ái giúp đỡ
Đối với Chính phủ, phải tuyệt đối trung thành
Đối với nhân dân, phải kính trọng lễ phép
Đối với công việc, phải tận tụy
Đối với địch, phải cương quyết khôn khéo

## Ảnh hưởng

### Văn hóa
Sau khi 6 điều căn dặn của Hồ Chí Minh được đăng trên tờ Bạn dân, Công an Khu XI là nơi khởi nguồn cho phong trào học tập, thực hiện 6 điều này trong toàn lực lượng Công an Việt Nam. Những lời dặn của ông được cho là đã nhanh chóng lan tỏa trong Công an nước này. Theo tờ Nhân Dân, Công an Việt Nam đã phát động phong trào thi đua, mở các đợt sinh hoạt chính trị, học tập lời dạy của Hồ Chí Minh, đóng góp trong các cuộc chiến chống Pháp và Mỹ của nước này. Ngày 11 tháng 3 hằng năm sau đó cũng được ngành Công an Việt Nam lựa chọn là ngày truyền thống xây dựng lực lượng Công an nhân dân.
Sau Đổi mới, ngành Công an Việt Nam tiếp tục triển khai việc thực hiện "6 điều Bác Hồ dạy" trong toàn lực lượng, khi ban hành nhiều chỉ thị, tổ chức các phong trào, chẳng hạn như "Công an nhân dân học tập, thực hiện nghiêm túc 6 điều Bác Hồ dạy"; thậm chí tổ chức các hội thảo khoa học, cuộc thi, phát hành các ấn phẩm sách về 6 điều mà Hồ Chí Minh dạy lực lượng Công an. Năm 1997, 5 lời thề và 10 điều kỷ luật của lực lượng Công an Việt Nam đã được ban hành, sau đó được sửa đổi và bổ sung, điều chỉnh vào năm 2008. Trong 5 lời thề danh dự, lời thề thứ 5 có nội dung về việc nghiêm túc thực hiện "6 điều Bác Hồ dạy Công an nhân dân".

### Công trình
Ngày 15 tháng 8 năm 2017, tại thôn Chùa Nguộn, xã Nhã Nam, huyện Tân Yên, tỉnh Bắc Giang, Bộ Công an Việt Nam đã tổ chức Lễ khởi công xây dựng công trình Khu lưu niệm Sáu điều Hồ Chí Minh dạy Công an nhân dân Việt Nam. Ngày 11 tháng 3 năm 2018, đơn vị này đã phối hợp tỉnh Bắc Giang tổ chức khánh thành Khu lưu niệm, nhân dịp kỷ niệm 70 năm Hồ Chí Minh viết 6 điều răn dạy lực lượng Công an. Trong khu lưu niệm có đặt một tượng đài của Hồ Chí Minh.

## Đánh giá
Theo nhà báo Nhị Lê, "6 điều Bác Hồ dạy Công an nhân dân" thể hiện tầm nhìn của Hồ Chí Minh đối với lực lượng Công an Việt Nam cũng như thể hiện sự tin cậy tuyệt đối vào lực lượng công an nhân dân; trong khi theo Giáo sư Hoàng Chí Bảo thì 6 lời dạy của ông Hồ với lực lượng Công an "toát lên cả về đạo đức, cả về chính trị và cả về văn hóa". Tuy nhiên, theo cây viết Nguyễn Hoàng Văn trên tờ Việt Báo của cộng đồng người gốc Việt tại Hoa Kỳ, 6 điều ông Hồ dạy Công an Việt Nam được nhận xét là "thể hiện tính lẩm cẩm", "cái nhìn máy móc, thô thiển".